# Эйд Уа Конхобайр
Эйд мак Катал Кробдерг Уа Конхобайр (ирл. Aedh mac Cathal Crobdearg Ua Conchobair; ? — 1228) — король Коннахта (1224—1228). Правил вместе со своим дядей Торлахом мак Руайдри Конхобайром. Эйд наследовал своему отцу Каталу Кробдергу после его смерти в 1224 году, но изо всех сил пытался установить контроль над всей территорией Коннахта.

## Биография и правление
Когда его отец Катал скончался в 1224 году, Эйд сначала наследовал ему гладко, потому что, как отмечают Анналы Коннахта, «он был королем фактически рядом со своим отцом и уже держал всех заложников Коннахта». Его вступление на престол отмечается в поэме «Congaibh rom t’aghaidh, Aodh», в которой говорится, что он — предсказанный Эйд, который прогонит английских «узурпаторов» из Ирландии.
Его первым важным актом в качестве короля было участие в экспедиции против рода де Ласи, предпринятой большинством ирландских и нормандских лордов с юга Ирландии от имени короля Англии. Это привело этих лордов к конфликту с союзником де Ласи Эйдом О’Нилом, королем Айлеха, и закончилось тупиком из-за нежелания атаковать превосходящие оборонительные позиции О’Нила.
Возможно, в результате этой агрессии Эйд О’Нил в следующем году ввел свою армию в Коннахт и провозгласил новым королем Торлаха. Он получил поддержку главных недовольных вассалов Эйда, Донна Ок Макайрехтаига, лорда Сиола Муиреадайга, а также лордов Западного Коннахта, у которых Эйд конфисковал земли. Только его наследственный маршал Кормак Мак Диармата, король Мойлурга, остался верен ему. Эйд в поисках союзников среди норманнов Мита отправился в Атлон и там пообещали им плату и подарки, если они поддержат его как короля, как это сделал его отец много лет назад. Норманны согласились и с другим союзником Доннхадом Кайрпрехом мак Домнайллом О’Брайеном, королем Томонда, изгнали из Коннахта и Торлаха, и его союзников О’Нилов.
После этого Эйд Уа Конхобайр получил покорность своих мятежных вассалов и гарантии больше не поддерживать своих соперников, сыновей Руайдри. Однако они просто выжидали, пока норманнские союзники Эйда не покинут Коннахт. В 1225 году принцы Торлах и Эйд, сыновья Руайдри, подняли большое восстание против власти Эйда Уа Конхобайра. Единственным ответом Эйда было то, что он еще раз призвал своих союзников, которые с готовностью откликнулись на его призыв, получив разрешение разграбить провинцию в качестве платы. Торлох и его последователи снова были вынуждены искать убежища в Ольстере у О’Нилов, и в 1226 году многие заложники, включая сына и дочь самого Эйда, были отданы норманнам в качестве гарантии будущей платы за их поддержку. В 1227 году Эйд был вызван для участия в суде в Дублин англичанами, где они, очевидно, замышляли его пленение или смерть. Только вмешательство его друга Уильяма Маршала, 2-го графа Пембрука, позволило ему бежать, и он сжег Атлон в отместку, умертвив его констебля и освобождая заложников, которых он ранее передал.
После этого Эйд Уа Конхобайр отправился ко двору короля Тир-Конайлла, вероятно, чтобы попытаться завоевать его поддержку, но, похоже, ушел с пустыми руками, а его жена была захвачена сторонника Торлаха на обратном пути и передана англичанам. На следующий год, будучи изгнан из Коннахта его собственными подданными, он был убит при дворе Жоффруа де Мариско, согласно анналам Коннахта, плотником, действовавТорлох шим по поручению де Ласи.
Правление Эйда было в основном неудачным, омраченным конфликтами с его вассалами и использованием иностранных войск для навязывания своей власти, что само по себе не было редкостью для более поздних королей Коннахта. Его соперник Торлох мак Руайдри Конхобайр был свергнут в том же 1228 году своим младшим братом Эйдом мак Руайдри Конхобайром, который, в свою очередь, был свергнут и убит в 1233 году младшим братом Эйда Фэлимом Уа Конхобайром.
У Эйда Уа Конхобайра было пять сыновей и одна дочь:
- Таг Далл (? — 1277)
- Кахал Далл, отец Эйда мак Кахала Дайлла (? — 1274), короля Коннахта в 1274 году
- Руайдри (? — 1274), отец Эогана мак Руайдри мак Эйда (? — 1274), короля Коннахта в 1274 году
- Торлох мак Эйда мак Кахайл Кробдейрг Уа Конхобайр (? — 1266), король Коннахта (1249—1250), отец Тага Руада мак Торлойха (? — 1278), короля Коннахта (1274—1278).
- Эйд (? — 1249)
- Уна ни Конхобайр, жена Роберта де Жернона.